# Jetour T2
Jetour T2 (на внутренних рынках Jetour Traveller) — среднеразмерный внедорожник с кузовом в стиле неоретро, выпускающийся подразделением Jetour компании Chery Automobile с сентября 2023 года.

## Описание
Traveller был представлен в феврале 2023 года в Китае. О продажах было объявлено в августе 2023 года, а в сентябре были объявлены цены.
Traveller был разработан бывшим дизайнером компании Porsche Хаканом Саракоглу. Модель разработана на платформе компании Jetour Kunlun Architecture. Разработанный с учётом внедорожных возможностей, Traveller имеет угол въезда 28 градусов, угол съезда 30 градусов, дорожный просвет 220 мм (8,7 дюйма) и заявленную глубину преодолеваемого брода 700 мм (27,6 дюйма). Он оснащён системой управления крутящим моментом BorgWarner и электронным дифференциалом с ограниченным скольжением, который позволяет автомобилю переключаться между различными режимами в зависимости от условий. Впереди установлена подвеска Макферсона, а сзади — многорычажная.
Traveller оснащён 15,6-дюймовым центральным информационно-развлекательным экраном со встроенной операционной системой Qualcomm Snapdragon 8155, 10,25-дюймовой приборной панелью с полным ЖК-дисплеем и 64-дюймовым панорамным люком в крыше. Он также доступен с передним звуконепроницаемым стеклом, 128-цветной подсветкой, 10 подушками безопасности и аудиосистемой Sony с 12 динамиками.
В январе 2024 года в Китае начались продажи модификации Silver Dragon Wings (кит.: 银龙之翼; пиньинь: Yín lóng zhī yì), которая на внешних рынках называется Jetour JMK (Jetour Makers Kingdom). Она оснащена приподнятым капотом, новой решёткой радиатора и передним бампером, багажными полками на крыше и шинами повышенной проходимости.

### В России
Кроссовер представили в России в марте 2024 года.
13 июля 2025 в рамках благотворительного «Матча года. Все звёзды хоккея» автомобиль JETOUR T2 вручили нападающему Александру Овечкину в знак уважения к его достижениям и многолетнему вкладу в развитие спорта.

## Технические характеристики
Jetour Traveller оснащается 1,5-литровым бензиновым турбодвигателем в паре с семиступенчатой трансмиссией с двумя сцеплениями и задним приводом или же 2,0-литровым бензиновым турбодвигателем в паре с восьмиступенчатой автоматической трансмиссией и полным приводом. Была также анонсирована гибридная версия Traveller C-DM, однако генеральный менеджер Jetour Ли Сюэюн задержал презентацию автомобиля до марта 2024 года.

## Jetour Shanhai T-L
Jetour Shanhai T-L (山海T-L) является гибридной версией Jetour Traveller.

## Галерея

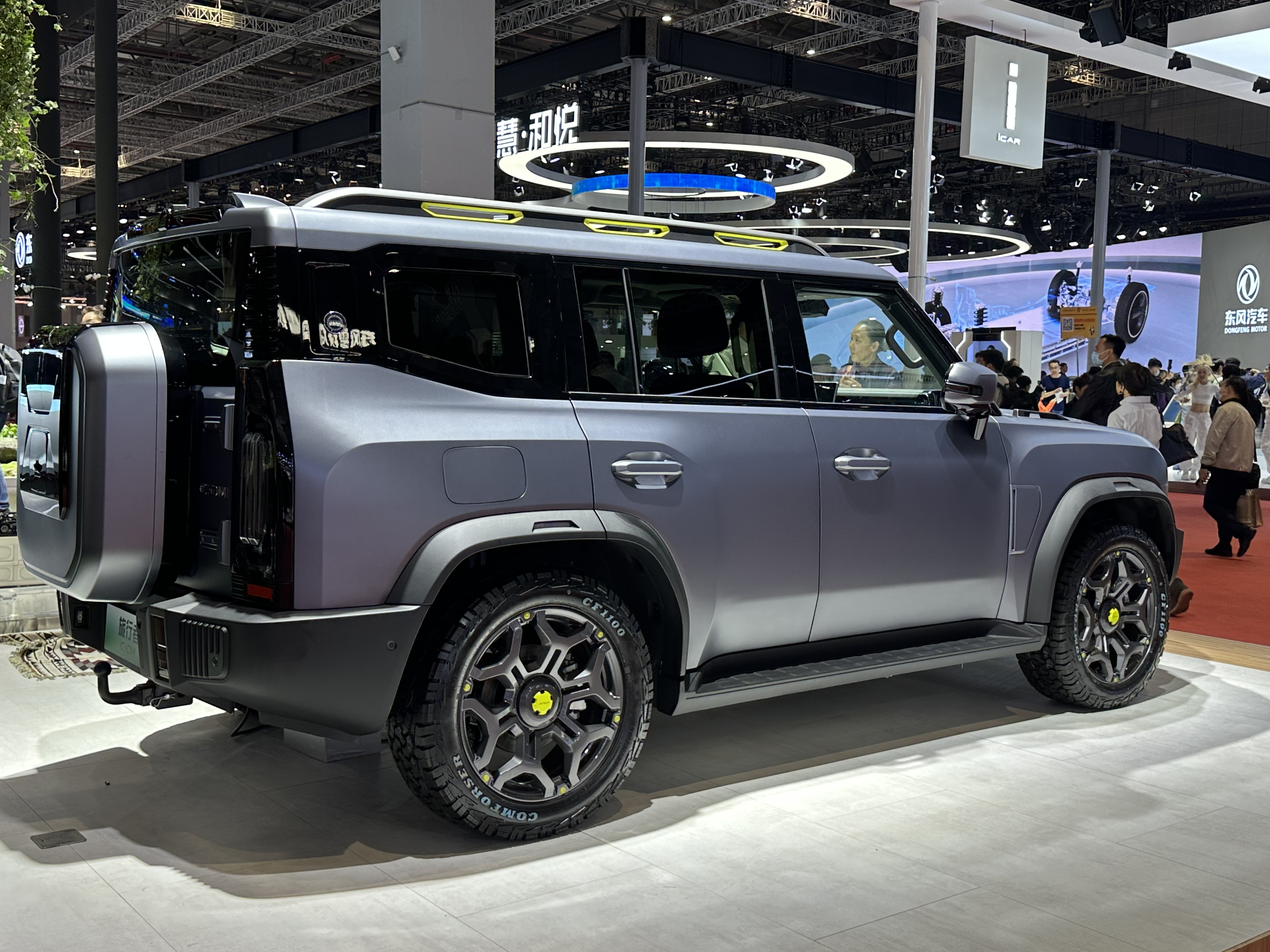
Вид сзади
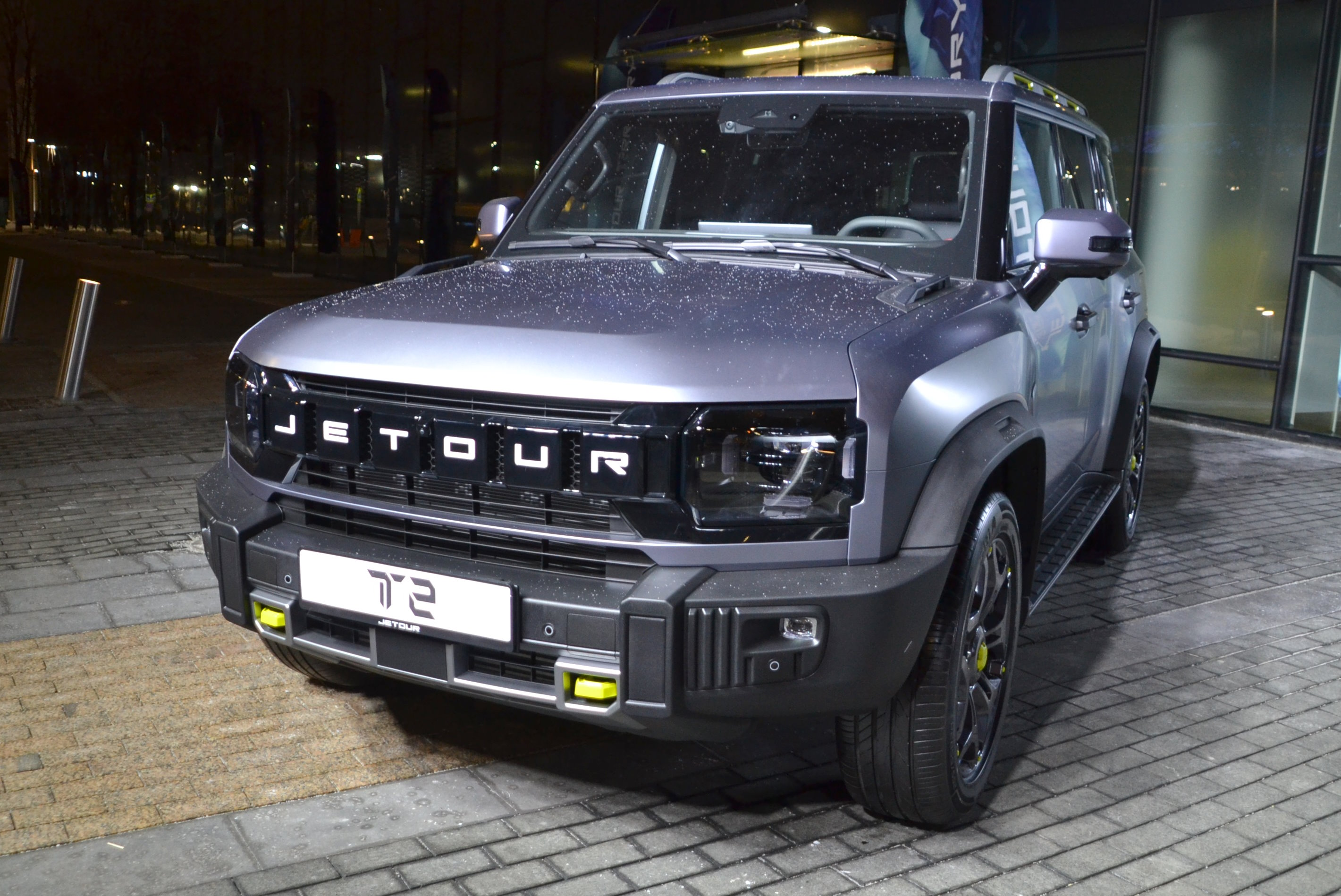
Jetour T2 (Россия)
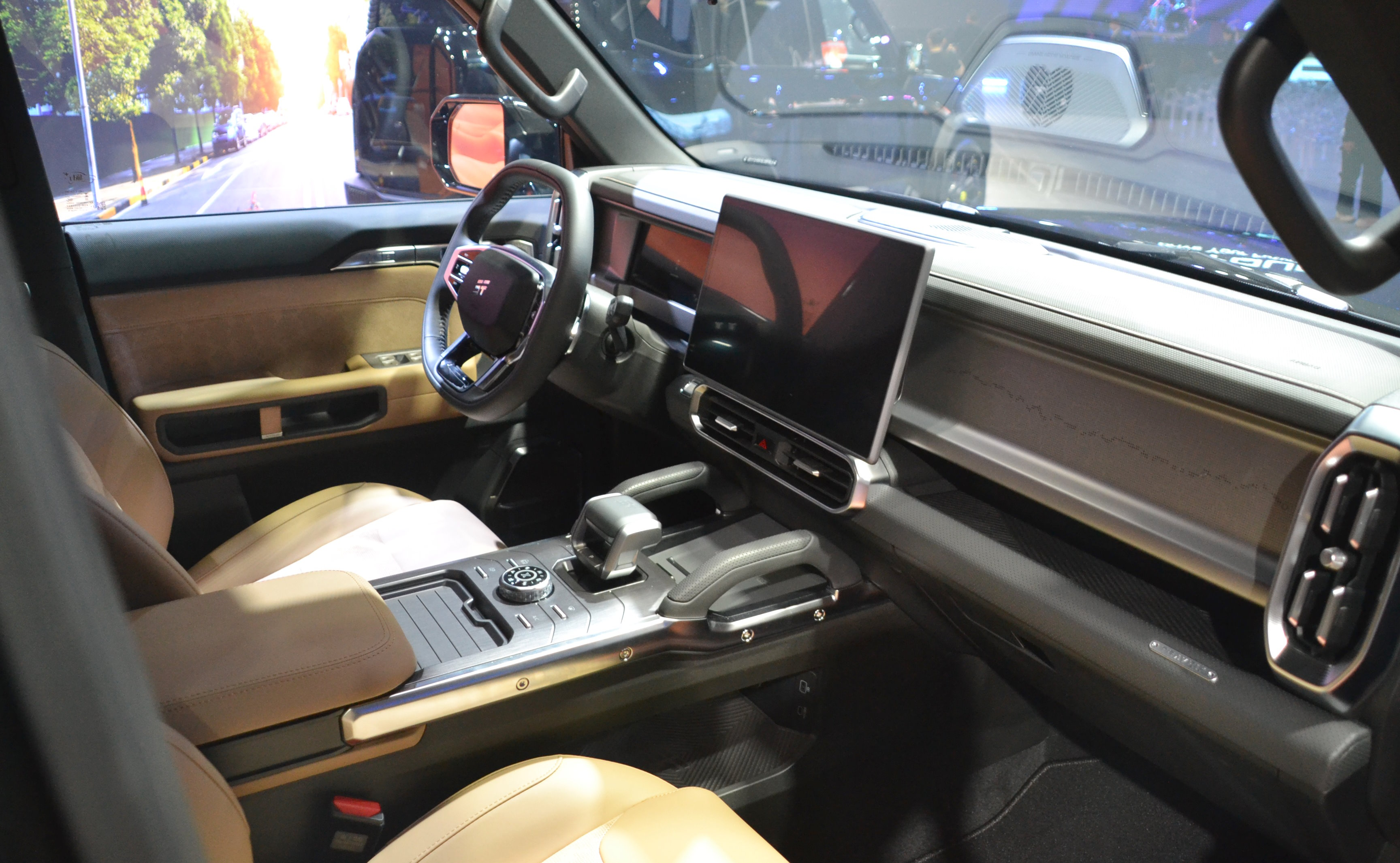
Интерьер